# Municipalità di Dedoplistskaro
La municipalità di Dedoplistskaro (in georgiano დედოფლისწყაროს მუნიციპალიტეტი?) è una municipalità georgiana della Cachezia.
Nel censimento del 2002 la popolazione si attestava a 30.811 abitanti. Nel 2014 il numero risultava essere 21.221.
La cittadina di Dedoplistskaro è il centro amministrativo della municipalità, la quale si estende su un'area di 2529 km².

## Popolazione
Dal censimento del 2014 la municipalità risultava costituita da:
- Georgiani, 91,5%
- Armeni, 4,3%
- Russi, 1,8%
- Azeri, 1,4%
- Greci, 0,3%

## Luoghi d'interesse
- Khornabudji
- Parco nazionale di Vashlovani